# Hypolimnas errabunda
Hypolimnas errabunda is een vlinder uit de familie Nymphalidae. De wetenschappelijke naam van de soort is voor het eerst geldig gepubliceerd in 1927 door George Henry Evans Hopkins.